# Дамир Имамовић
Дамир Имамовић (Сарајево, 4. септембар 1978) је босанскохерцеговачки музичар, кантаутор севдалинки и истраживач историје севдаха.

## Биографија
Дипломирао је филозофију на Филозофском факултету Универзитета у Сарајеву.
Унук је Заима Имамовића, једног од најзначајнијих извођача севдаха, и син Неџада Имамовића, такође барда севдаха.
Спада у предводнике нове, постјугословенске сцене интерпретатора севдаха настале 2000-их. Захваљујући тим музичарима, севдах добија и млађу публику, често несклону слушању традиционалне музике.
Наступао је са многим значајним музичарима, као што су Влатко Стефановски, Јадранка Стојаковић, Божо Врећо, Бојан Зулфикарпашић, Васил Хаџиманов, Владо Креслин, Јелена Попржан и др.
Важан део његове каријере је стваралаштво нових севдалинки, јер верује да уметност није само пуко поновно репродуковање једног фонда песама из прошлости. За део нових песама је писао и текст и музику, а део је настао тако што је компоновао нове мелодије за старе текстове (нпр. Два се драга или Тамбур). У писању песама се ослања на огромно наслеђе традиционалне музике, али не бежи од актуелних тема као што је емиграција са Балкана (песма Лијепа Зејна). Пише музику и за друге ауторе, позориште, филм и видео-игре. За Амиру Медуњанин је написао и компоновао песму "Пјеват ћемо шта нам срце зна".
Наступао је у оквиру више састава. Један од њих је "Дамир Имамовић Трио", а 2012. је оформљен стални бенд "Дамир Имамовић Севдах тахт", који поред њега чине: Ивана Ђурић (виолина), Иван Михајловић (бас-гитара) и Ненад Ковачић (перкусије).
Албум "Двојка" (2016) је прво издање овог жанра објављено на грамофонској плочи од распада СФРЈ, у складу са повратком тог формата на тржиште у целом свету.
Сарађивао је са еминентним продуцентима. Крис Екман је био задужен за албум Двојка (2016), а Џо Бојд и Андреа Гертлер (Andrea Goertler) за албум Singer of Tales (2020).
Марина Андри Шкоп је о његовом раду и филозофији севдаха снимила документарни филм "Севдах" (2008).
Истраживачким радом се бави како би унапредио изведбу и увео непознате традиционалне песме на репертоар. У оквиру сопственог пројекта "СевдахЛаб", држи предавања и радионице широм региона и света. У Умјетничкој галерији БиХ у Сарајеву 2015. је поставио велику мултимедијалну изложбу "Севдах, умјетност слободе". Поред тога, написао је прву књигу о историји севдаха "Севдах" (Вријеме, 2016), која је преведена и на енглески језик.
Друштвени активизам сматра неопходним, те јавно износи прогресивне ставове и коментаре на актуелна збивања. Учествовао је на првој Поворци поноса у Сарајеву одржаној 2019, где је пред окупљенима извео песме "Снијег паде на бехар на воће" и "Bella Ciao".

## Дискографија
- Севдалинка: босанска љубавна пјесма (Goethe Institute/Yaman, 2006)
- Дамир Имамовић Трио свира стандарде (Buybook, 2006)
- Абрашевић Live (самиздат, 2008)
- Дамир Имамовић (Грамофон, 2010)
- Сврзина кућа (iTM, 2011)
- Sevdah takht (iTM, 2012)
- Двојка (Glitterbeat Records, 2016) - изводи састав "Севдах тахт"
- Singer of Tales (Wrasse Records, 2020) - посебан састав оформљен за овај албум чине Ивана Ђурић (виолина), Дерја Туркан (кеменче), Грег Коен (контрабас) и Дамир Имамовић (тамбур)

## Награде
Албум Singer of Tales (2020) добио је признање "The Best of Europe", након што је провео више месеци на првом месту "Transglobal" топ-листе. Од укупно 100 најбољих "world music" албума из целог света заузео је шесто место. Такође, немачко удружење музичких критичара је овом албуму доделило награду за најбољи албум у категорији традиционалне музике.